# Agaricodochium camelliae
Agaricodochium camelliae är en svampart som beskrevs av X.J. Liu, A.J. Wei & S.G. Fan 1981. Agaricodochium camelliae ingår i släktet Agaricodochium, divisionen sporsäcksvampar och riket svampar.   Inga underarter finns listade i Catalogue of Life.